# 玛蕾·迪巴巴
玛蕾·迪巴巴（英語：Mare Dibaba Hurrsa，1989年10月20日—）是一名埃塞俄比亚女子长跑运动员，她以2小时27分35秒赢得2015年世界田径锦标赛女子马拉松金牌。尽管她也姓迪巴巴，但是她不属于蒂鲁内什·迪巴巴家族。
在2016年里约奥运会上，她以2小时29分42.56秒的成绩获得女子马拉松铜牌。